# Betty Stöve
Betty Flippina Stöve, nizozemska tenisačica, * 24. junij 1945,  Rotterdam, Nizozemska.
V vseh konkurencah se je osemindvajsetkrat uvrstila v finale turnirjev za Grand Slam, v katerih je dosegla deset zmag. V posamični konkurenci je največji uspeh kariere dosegla leta 1977, ko se je uvrstila v finale turnirja za Odprto prvenstvo Anglije, kjer jo je v treh nizih premagala Virginia Wade. Na turnirjih za Odprto prvenstvo ZDA se je najdlje uvrstila v polfinale leta 1977, na turnirjih za Odprto prvenstvo Avstralije in Odprto prvenstvo Francije pa v tretji krog. V konkurenci ženskih dvojic je osvojila šest turnirjev za Grand Slam, trikrat Odprto prvenstvo ZDA, dvakrat Odprto prvenstvo Francije ter enkrat Odprto prvenstvo ZDA, še osemkrat se je uvrstila v finale. V konkurenci mešanih dvojic se je trinajstkrat uvrstila v finale turnirjev za Grand Slam, po dvakrat je osvojila Odprto prvenstvo ZDA in Odprto prvenstvo Anglije.

## Finali Grand Slamov

### Posamično (1)

#### Porazi (1)
| Leto | Turnir                   | Nasprotnica v finalu | Rezultat finala |
| 1977 | Odprto prvenstvo Anglije | Virginia Wade        | 6–4, 3–6, 1–6   |

### Ženske dvojice (14)

#### Zmage (6)
| Leto | Turnir                        | Partnerica          | Nasprotnici v finalu                 | Rezultat finala |
| 1972 | Odprto prvenstvo Francije     | Billie Jean King    | Winnie Shaw Nell Truman              | 6–1, 6–2        |
| 1972 | Odprto prvenstvo Anglije      | Billie Jean King    | Françoise Dürr Judy Tegart Dalton    | 6–2, 4–6, 6–3   |
| 1972 | Odprto prvenstvo ZDA          | Françoise Dürr      | Margaret Court Virginia Wade         | 6–3, 1–6, 6–3   |
| 1977 | Odprto prvenstvo ZDA (2)      | Martina Navratilova | Renée Richards Betty-Ann Stuart      | 6–1, 7–6        |
| 1979 | Odprto prvenstvo Francije (2) | Wendy Turnbull      | Françoise Dürr Virginia Wade         | 3–6, 7–5, 6–4   |
| 1979 | Odprto prvenstvo ZDA (3)      | Wendy Turnbull      | Billie Jean King Martina Navratilova | 6–4, 6–3        |

#### Porazi (8)
| Leto | Turnir                       | Partnerica          | Nasprotnici v finalu                 | Rezultat finala |
| 1973 | Odprto prvenstvo Francije    | Françoise Dürr      | Margaret Court Virginia Wade         | 2–6, 3–6        |
| 1973 | Odprto prvenstvo Anglije     | Françoise Dürr      | Rosie Casals Billie Jean King        | 1–6, 6–4, 5–7   |
| 1974 | Odprto prvenstvo ZDA         | Françoise Dürr      | Rosie Casals Billie Jean King        | 6–7, 7–6, 4–6   |
| 1975 | Odprto prvenstvo Anglije (2) | Françoise Dürr      | Ann Kiyomura Kazuko Savamacu         | 5–7, 6–1, 5–7   |
| 1976 | Odprto prvenstvo Anglije (3) | Billie Jean King    | Chris Evert Martina Navratilova      | 1–6, 6–3, 5–7   |
| 1977 | Odprto prvenstvo Anglije (4) | Martina Navratilova | Helen Gourlay JoAnne Russell         | 3–6, 3–6        |
| 1979 | Odprto prvenstvo Anglije (5) | Wendy Turnbull      | Billie Jean King Martina Navratilova | 7–5, 3–6, 2–6   |
| 1980 | Odprto prvenstvo ZDA (2)     | Pam Shriver         | Billie Jean King Martina Navratilova | 6–7, 5–7        |

### Mešane dvojice (13)

#### Zmage (4)
| Leto | Turnir                       | Partner       | Nasprotnika v finalu              | Rezultat finala |
| 1977 | Odprto prvenstvo ZDA         | Frew McMillan | Billie Jean King Vitas Gerulaitis | 6–2, 3–6, 6–3   |
| 1978 | Odprto prvenstvo Anglije     | Frew McMillan | Billie Jean King Ray Ruffels      | 6–2, 6–2        |
| 1978 | Odprto prvenstvo ZDA (2)     | Frew McMillan | Billie Jean King Ray Ruffels      | 6–3, 7–6        |
| 1981 | Odprto prvenstvo Anglije (2) | Frew McMillan | Tracy Austin John Austin          | 4–6, 7–6, 6–3   |

#### Porazi (9)
| Leto | Turnir                        | Partner           | Nasprotnika v finalu               | Rezultat finala |
| 1971 | Odprto prvenstvo ZDA          | Bob Maud          | Billie Jean King Owen Davidson     | 3–6, 5–7        |
| 1973 | Odprto prvenstvo Francije     | Patrice Dominguez | Françoise Dürr Jean-Claude Barclay | 1–6, 4–6        |
| 1975 | Odprto prvenstvo Anglije      | Allan Stone       | Margaret Court Marty Riessen       | 4–6, 5–7        |
| 1976 | Odprto prvenstvo ZDA (2)      | Frew McMillan     | Billie Jean King Phil Dent         | 6–3, 2–6, 5–7   |
| 1977 | Odprto prvenstvo Anglije (2)  | Frew McMillan     | Greer Stevens Bob Hewitt           | 6–3, 5–7, 4–6   |
| 1979 | Odprto prvenstvo Anglije (3)  | Frew McMillan     | Greer Stevens Bob Hewitt           | 5–7, 6–7        |
| 1979 | Odprto prvenstvo ZDA (3)      | Frew McMillan     | Greer Stevens Bob Hewitt           | 3–6, 5–7        |
| 1980 | Odprto prvenstvo ZDA (4)      | Frew McMillan     | Wendy Turnbull Marty Riessen       | 5–7, 2–6        |
| 1981 | Odprto prvenstvo Francije (2) | Fred McNair       | Andrea Jaeger Jimmy Arias          | 6–7, 4–6        |